# Rymosia parvicauda
Rymosia parvicauda är en tvåvingeart som beskrevs av Van Duzee 1928. Rymosia parvicauda ingår i släktet Rymosia och familjen svampmyggor.
Artens utbredningsområde är Kalifornien. Inga underarter finns listade i Catalogue of Life.